# Bahnstrecke Kassel–Naumburg
| Streckennummer (DB): | 9390 |                                                             |                                                             |
| Kursbuchstrecke (DB): | ehemals 531, 198c |                                                             |                                                             |
| Kursbuchstrecke: | 178a (1934) 198s (1946) |                                                             |                                                             |
| Streckenlänge: | 33,4 km |                                                             |                                                             |
| Spurweite: | 1435 mm (Normalspur) |                                                             |                                                             |
| Streckenklasse: | D4 |                                                             |                                                             |
| Stromsystem: | Baunatal–Großenritte: 600 V = |                                                             |                                                             |
| Maximale Neigung: | 25,5 ‰ |                                                             |                                                             |
| Minimaler Radius: | 190 m (Großenritte–Naumburg: 180) m                                                                                                  |                                                             |                                                             |
| Streckengeschwindigkeit: | KS-Wilhelmshöhe–Bt.: 60 km/h Bt.–Großenritte (EBO-Fz.): 40 km/h Bt.–Großenritte (BOStraB-Fz.): 60 km/h Großenritte–Naumburg: 40 km/h |                                                             |                                                             |
| Zugbeeinflussung: | PZB |                                                             |                                                             |
| | |                                                             |                                                             |
| \| \| 0,0 \| Kassel-Wilhelmshöhe West früher Kassel-Wilhelmshöhe Kleinbf \| Kassel-Wilhelmshöhe West früher Kassel-Wilhelmshöhe Kleinbf \| \| \| \| \| \| \| \| \| Main-Weser-Bahn von Ks-Wilhelmshöhe DB \| \| \| \| \| Werkstatt cantus Verkehrsgesellschaft \| \| \| \| \| \| \| \| \| \| Kassel-Wilhelmshöhe Süd \| \| \| \| 0,8 \| Übergabe DB Netz \| Übergabe DB Netz \| \| \| \| Main-Weser-Bahn nach Frankfurt \| \| \| \| \| \| \| \| \| 3,4 \| Kassel-Niederzwehren West vor 1945: Kleinbahnhof \| Kassel-Niederzwehren West vor 1945: Kleinbahnhof \| \| \| \| \| \| \| \| \| Straßenbahn Innenstadt ↔ Oberzwehren \| \| \| \| 4,5 \| Kassel-Nordshausen \| Kassel-Nordshausen \| \| \| \| A 44 \| \| \| \| \| Straßenbahn von Oberzwehren \| \| \| \| 7,0 \| Altenbauna \| Altenbauna \| \| \| \| Altenbauna Baunsberg \| \| \| \| \| Altenbauna VW-Werk \| \| \| \| \| \| \| \| \| \| links: Systemwechsel BOStrab/EBO rechts: VW-Werk \| \| \| \| \| \| \| \| \| \| \| \| \| \| \| Altenbauna Kleingartenverein \| \| \| \| \| Altenbauna Stadtmitte \| \| \| \| \| Altenbauna Albert-Einstein-Str. \| \| \| \| \| Großenritte Hünstein \| \| \| \| 10,3 \| Großenritte Bahnhof (mit Wendeschleife) \| Großenritte Bahnhof (mit Wendeschleife) \| \| \| \| Infrastrukturgrenze HLB/RMN \| \| \| \| 13,7 \| Elgershausen \| Elgershausen \| \| \| 18,4 \| Hoof (Kr Kassel) \| Hoof (Kr Kassel) \| \| \| \| Höchster Streckenpunkt \| \| \| \| 19,3 \| Breitenbach (Kr Kassel) \| Breitenbach (Kr Kassel) \| \| \| 21,6 \| Breitenbach Steinbrüche \| Breitenbach Steinbrüche \| \| \| 25,2 \| Sand (Kr Kassel) \| Sand (Kr Kassel) \| \| \| 26,0 \| Bad Emstal Kurpark \| Bad Emstal Kurpark \| \| \| 27,8 \| Balhorn \| Balhorn \| \| \| 31,2 \| Altenstädt (seit 1940) \| Altenstädt (seit 1940) \| \| \| 33,4 \| Naumburg (Bz Kassel) \| Naumburg (Bz Kassel) \| | |                                                             |                                                             |
| Betriebs-/Güterbahnhof Streckenanfang (Strecke außer Betrieb) | 0,0 | Kassel-Wilhelmshöhe West früher Kassel-Wilhelmshöhe Kleinbf | Kassel-Wilhelmshöhe West früher Kassel-Wilhelmshöhe Kleinbf |
| | |                                                             |                                                             |
| Strecke (außer Betrieb) · Strecke von links | | Main-Weser-Bahn von Ks-Wilhelmshöhe DB                      | Main-Weser-Bahn von Ks-Wilhelmshöhe DB                      |
| Betriebsstelle Strecke bis hier außer Betrieb · Strecke | | Werkstatt cantus Verkehrsgesellschaft                       | Werkstatt cantus Verkehrsgesellschaft                       |
| Abzweig geradeaus und von links · Abzweig geradeaus und nach rechts | |                                                             |                                                             |
| Kopfbahnhof Streckenanfang und quer · Abzweig geradeaus und von rechts · Strecke | | Kassel-Wilhelmshöhe Süd                                     | Kassel-Wilhelmshöhe Süd                                     |
| Abzweig geradeaus und von links · Abzweig geradeaus und nach rechts | 0,8 | Übergabe DB Netz                                            | Übergabe DB Netz                                            |
| Strecke · Strecke nach links | | Main-Weser-Bahn nach Frankfurt                              | Main-Weser-Bahn nach Frankfurt                              |
| | |                                                             |                                                             |
| ehemaliger Haltepunkt / Haltestelle | 3,4 | Kassel-Niederzwehren West vor 1945: Kleinbahnhof            | Kassel-Niederzwehren West vor 1945: Kleinbahnhof            |
| | |                                                             |                                                             |
| Kreuzung mit U-Bahn geradeaus oben · U-Bahn-Strecke von rechts | | Straßenbahn Innenstadt ↔ Oberzwehren                        | Straßenbahn Innenstadt ↔ Oberzwehren                        |
| ehemaliger Bahnhof | 4,5 | Kassel-Nordshausen                                          | Kassel-Nordshausen                                          |
| Strecke mit Straßenbrücke | | A 44                                                        | A 44                                                        |
| U-Bahn-Strecke von links · Kreuzung mit U-Bahn geradeaus oben · U-Bahn-Strecke nach rechts | | Straßenbahn von Oberzwehren                                 | Straßenbahn von Oberzwehren                                 |
| U-Bahn-Strecke · Dienststation / Betriebs- oder Güterbahnhof | 7,0 | Altenbauna                                                  | Altenbauna                                                  |
| U-Bahn-Haltepunkt / Haltestelle · Strecke | | Altenbauna Baunsberg                                        | Altenbauna Baunsberg                                        |
| U-Bahn-Haltepunkt / Haltestelle · Strecke | | Altenbauna VW-Werk                                          | Altenbauna VW-Werk                                          |
| | |                                                             |                                                             |
| U-Bahn-Kilometer-Wechsel mit Eisenbahn · Abzweig geradeaus und nach links · Betriebsstelle Streckenende und quer | | links: Systemwechsel BOStrab/EBO rechts: VW-Werk            | links: Systemwechsel BOStrab/EBO rechts: VW-Werk            |
| | |                                                             |                                                             |
| Strecke nach links · Abzweig geradeaus und von rechts | |                                                             |                                                             |
| Bahnhof | | Altenbauna Kleingartenverein                                | Altenbauna Kleingartenverein                                |
| Bahnhof | | Altenbauna Stadtmitte                                       | Altenbauna Stadtmitte                                       |
| Haltepunkt / Haltestelle | | Altenbauna Albert-Einstein-Str.                             | Altenbauna Albert-Einstein-Str.                             |
| Haltepunkt / Haltestelle | | Großenritte Hünstein                                        | Großenritte Hünstein                                        |
| Bahnhof | 10,3 | Großenritte Bahnhof (mit Wendeschleife)                     | Großenritte Bahnhof (mit Wendeschleife)                     |
| Grenze | | Infrastrukturgrenze HLB/RMN                                 | Infrastrukturgrenze HLB/RMN                                 |
| Bahnhof | 13,7 | Elgershausen                                                | Elgershausen                                                |
| Bahnhof | 18,4 | Hoof (Kr Kassel)                                            | Hoof (Kr Kassel)                                            |
| Kulminations-/Scheitelpunkt | | Höchster Streckenpunkt                                      | Höchster Streckenpunkt                                      |
| Bahnhof | 19,3 | Breitenbach (Kr Kassel)                                     | Breitenbach (Kr Kassel)                                     |
| Haltepunkt / Haltestelle | 21,6 | Breitenbach Steinbrüche                                     | Breitenbach Steinbrüche                                     |
| Bahnhof | 25,2 | Sand (Kr Kassel)                                            | Sand (Kr Kassel)                                            |
| Haltepunkt / Haltestelle | 26,0 | Bad Emstal Kurpark                                          | Bad Emstal Kurpark                                          |
| Bahnhof | 27,8 | Balhorn                                                     | Balhorn                                                     |
| Haltepunkt / Haltestelle | 31,2 | Altenstädt (seit 1940)                                      | Altenstädt (seit 1940)                                      |
| Kopfbahnhof Streckenende | 33,4 | Naumburg (Bz Kassel)                                        | Naumburg (Bz Kassel)                                        |

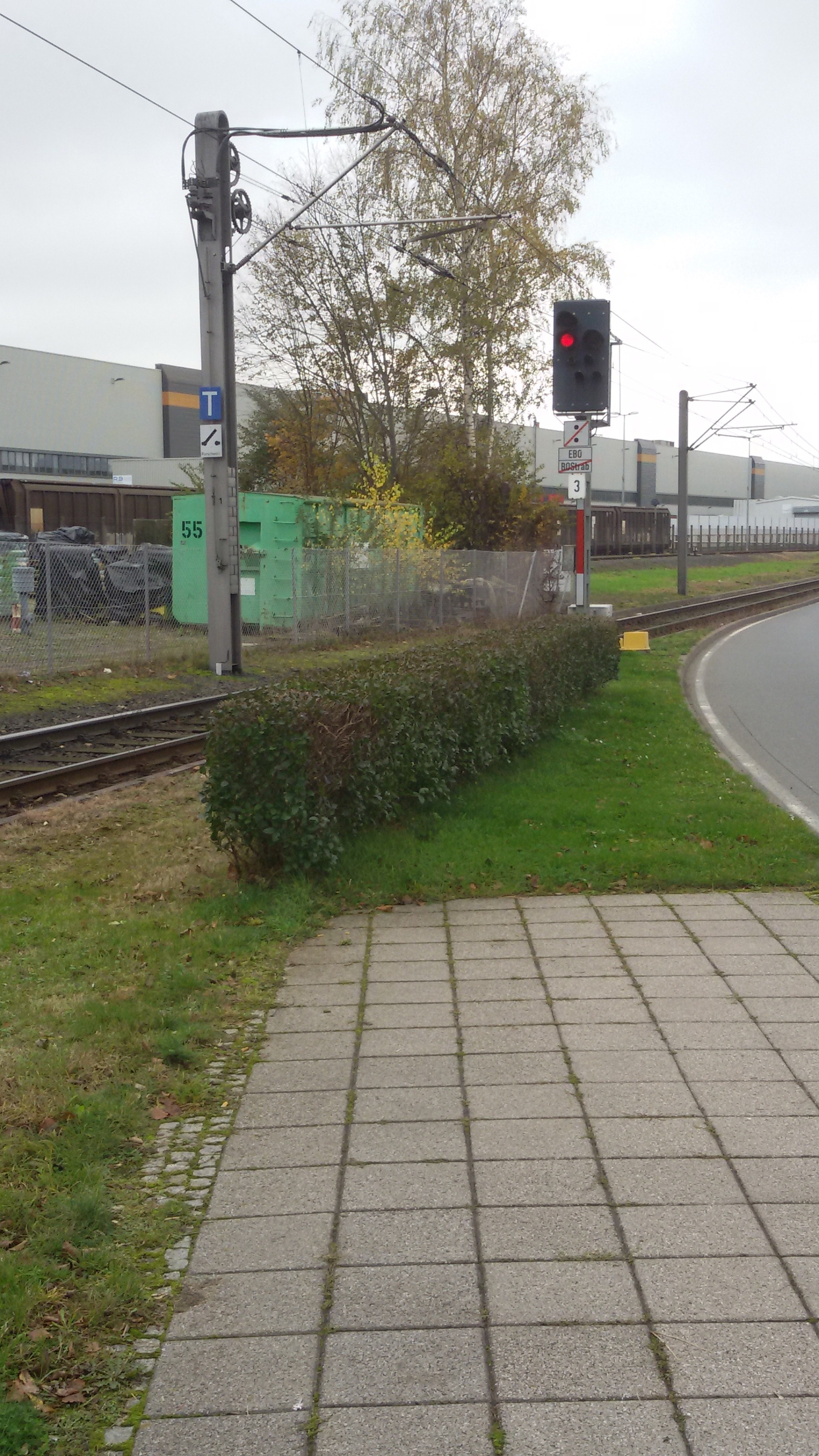
Systemwechsel auf der Bahnstrecke Kassel-Naumburg im Betrieb der Kasseler Straßenbahn gleich hinter der Haltestelle VW-Werk in Blickrichtung Baunatal von der BOStrab zur EBO (erkennbar durch ein Schild an der Signalanlage).Links ist das Volkswagenwerk Kassel zu sehen.

Die Bahnstrecke Kassel–Naumburg ist eine Nebenbahn in Hessen. Sie wird von der Hessischen Landesbahn GmbH betrieben.

## Geschichte
Erbaut wurde die Strecke von der Kassel-Naumburger Eisenbahn (KNE). Die normalspurige 33,4 km lange Strecke führte von der Station Kassel-Wilhelmshöhe Kleinbahnhof ab 29. Oktober 1903 bis Schauenburg-Elgershausen und ab 31. März 1904 bis zum Bahnhof Naumburg (Bz Kassel). Die KNE ging 1966 in der Hessischen Landesbahn auf.
Ende des Jahres 2005 wurde die Strecke von der Frankfurt-Königsteiner Eisenbahn AG übernommen, die nun als HLB Basis AG firmiert und das Eisenbahninfrastrukturunternehmen der Hessischen Landesbahn darstellt.

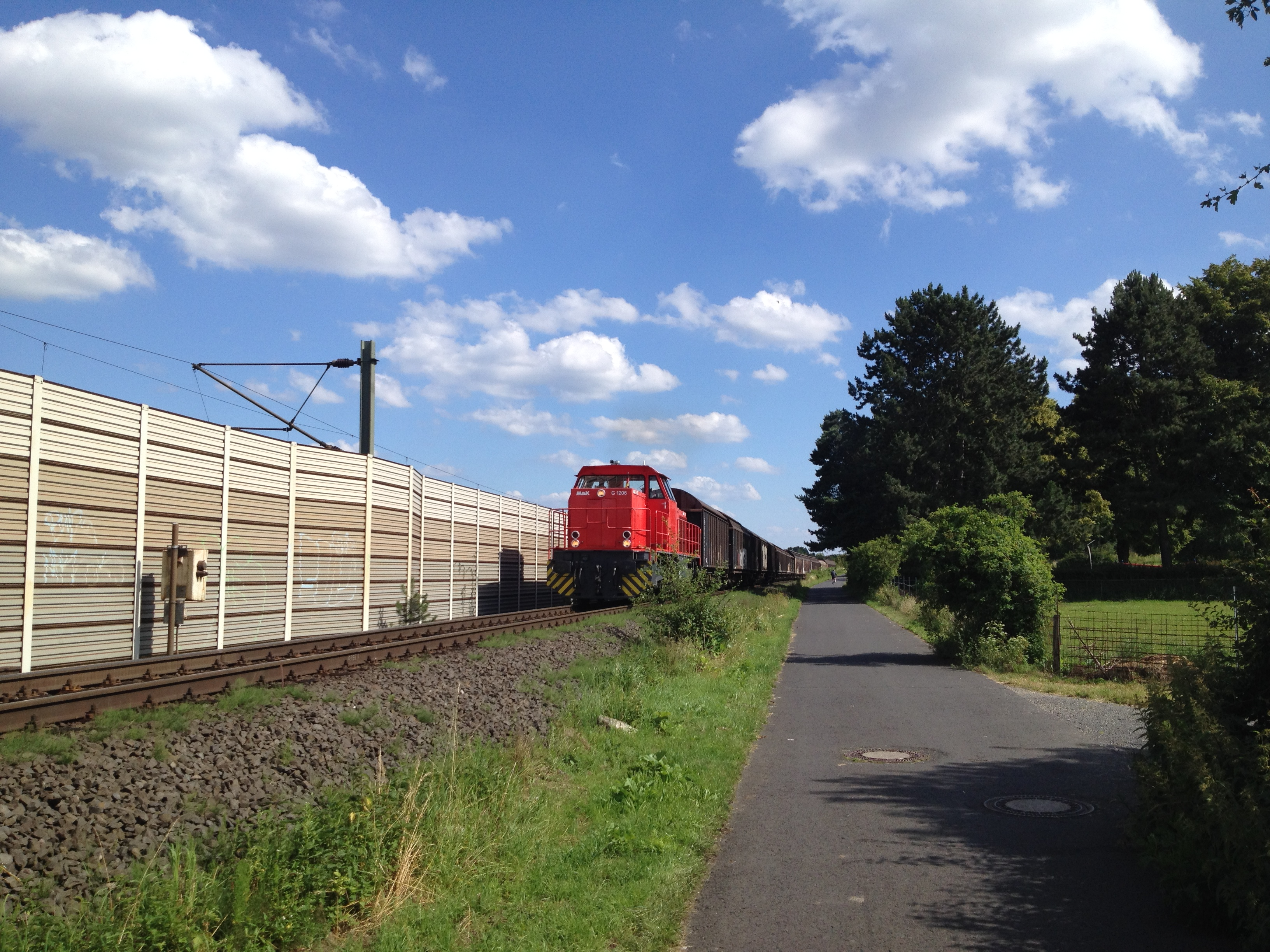
Güterzug von VW in Süsterfeld-Helleböhn (Am Rennsteig)
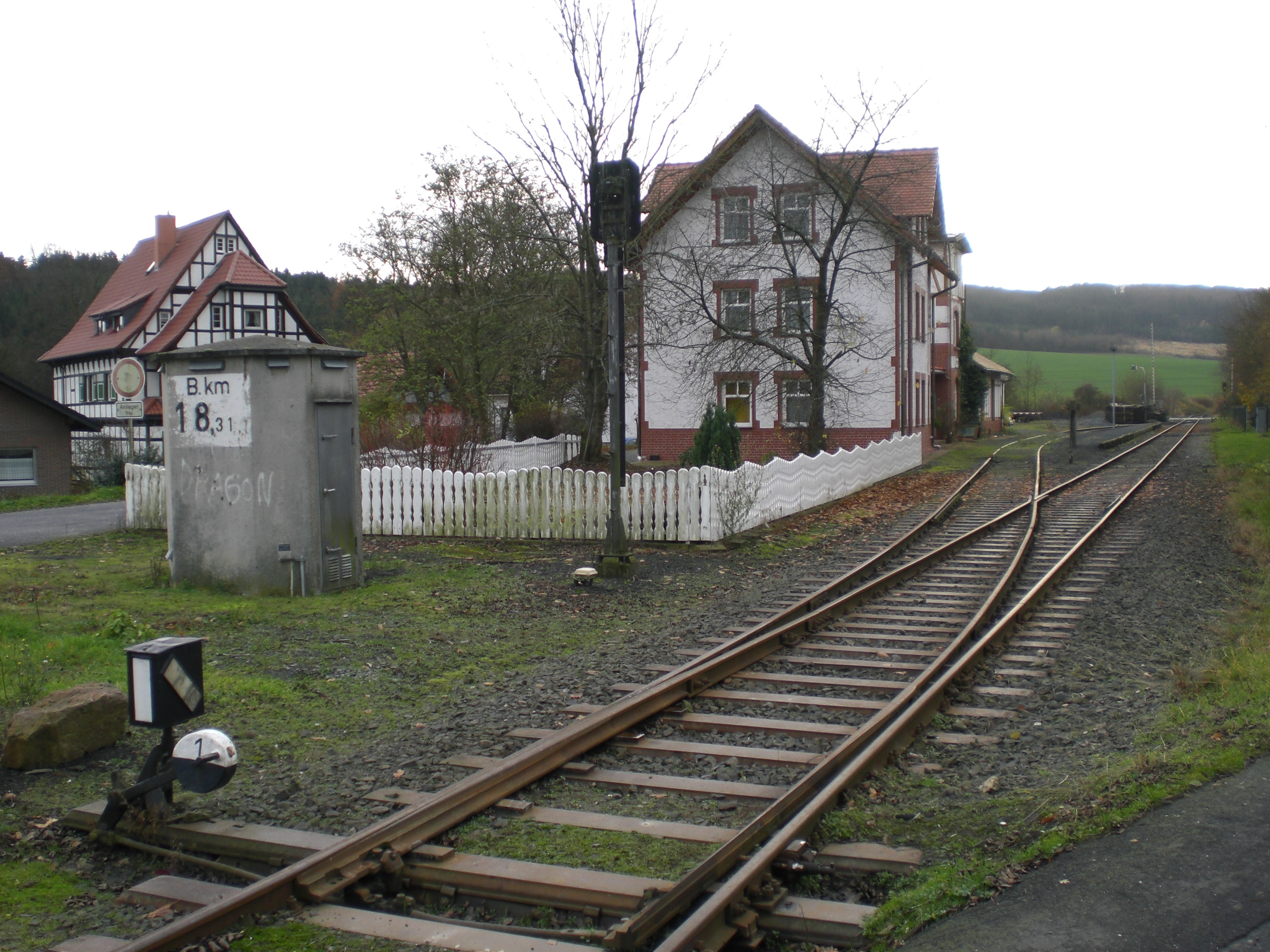
Bahnhof Hoof an der Schauenburg
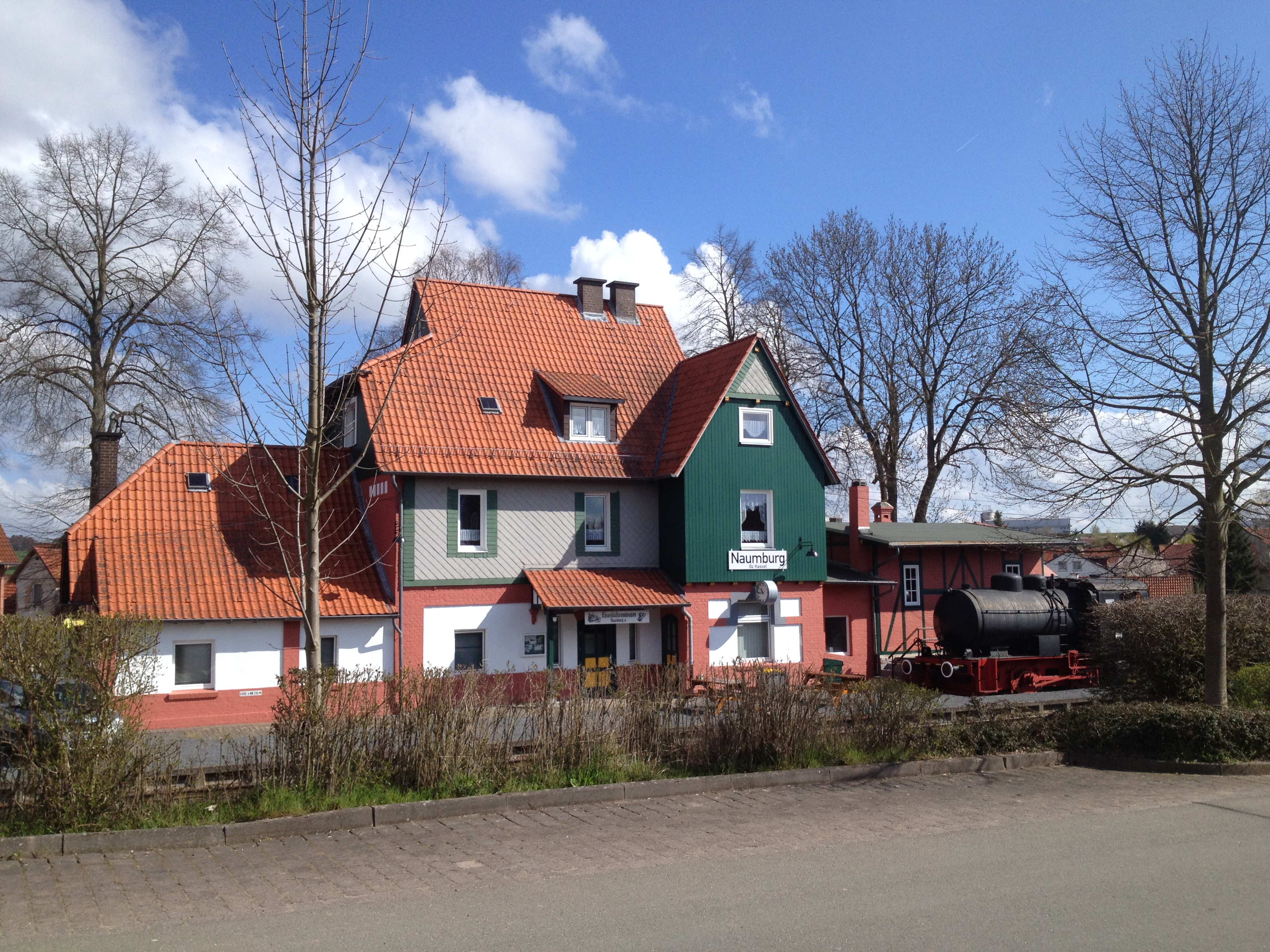
Bahnhof Naumburg (Bz Kassel)

Die KNE-Züge begannen und endeten seit dem 31. Mai 1970 im Kasseler Hauptbahnhof. Auf der Stammstrecke wurde der Personenverkehr am 4. September 1977 eingestellt. Auf dem verbliebenen Abschnitt wird ein reger Güterverkehr zum VW-Werk Baunatal durchgeführt. Außerdem benutzt die Regionalbahn Kassel GmbH in Baunatal einen Teil der Strecke bis Großenritte für eine Straßenbahnlinie.
Die Strecke von Wilhelmshöhe nach Naumburg wird seit 1972 von einer Museumseisenbahn befahren, die der Verein Hessencourrier e. V. betreibt. Dieser war bis 2007 im Bahnhof Kassel-Wilhelmshöhe Süd beheimatet. Der Bahnhof musste jedoch einer Werkstatt für Cantus weichen. Deshalb wurde ein neuer Bahnhof Kassel-Wilhelmshöhe Hessencourrier in unmittelbarer Nähe erbaut, von dem nun seit 2007 die Dampfzüge abfahren.
Die Zukunft der Strecke westlich von Baunatal-Großenritte war in den 90er Jahren wegen des schlechten oberbaulichen Zustands und einer sanierungsbedürftigen Brücke bei Elgershausen gefährdet. Zeitweise war die Strecke nur bis Elgershausen befahrbar. Um die drohende Stilllegung zu verhindern, musste ein Verein die Strecke pachten. Der Hessencourrier e. V. gründete gemeinsam mit dem Landkreis Kassel, den Städten Naumburg und Baunatal sowie den Gemeinden Bad Emstal und Schauenburg im März 1992 den Verein Regionalmuseum Naumburger Kleinbahn e. V. (RMN). Dank der Mitgliedsbeiträge und des großen persönlichen Einsatzes der Vereinsmitglieder konnte der Betrieb auf dem Streckenabschnitt Großenritte–Naumburg bislang aufrechterhalten werden.

### Güterverkehr
Im Abschnitt Kassel-Wilhelmshöhe – Baunatal-Altenbauna herrscht reger Güterverkehr zum Volkswagen-Werk. Andere Güterkunden existieren nicht mehr. Der Güterverkehr westlich von Baunatal-Altenbauna endete am 31. Mai 1991. Seit 1. Januar 2015 wird der Güterverkehr nach Baunatal nicht mehr von HLB Basis, sondern von DB Cargo durchgeführt. Für den VW-Güterverkehr beschaffte die KNE 1970 und 1977 zwei schwere Deutz-Diesellokomotiven KHD DG 1600 CCM, die bis Ende 2014 den Güterverkehr zum VW-Werk dominierten, ehe dieser danach von DB Cargo übernommen wurde. Anfang 2020 wurden sie verschrottet.

### Straßenbahnverkehr seit 1995
Nach dem Vorbild des so genannten „Karlsruher Modells“ verkehrt seit 1995 auf einem Teilabschnitt der Strecke die Kasseler Straßenbahn. Die aus Richtung Innenstadt kommenden Straßenbahnen fädeln dabei südlich des Bahnhofs Altenbauna in die Eisenbahntrasse ein und verkehren auf dieser bis Großenritte Bahnhof. In diesem Zusammenhang wurden außerdem die Zwischenhaltepunkte Altenbauna Kleingartenverein, Altenbauna Stadtmitte, Altenbauna Albert-Einstein-Straße und Großenritte Hünstein neu eingerichtet. In diesem Bereich verkehren die Straßenbahnzüge dabei nicht nach der Verordnung über den Bau und Betrieb der Straßenbahnen (BOStrab), sondern nach der Eisenbahn-Bau- und Betriebsordnung (EBO). In Großenritte entstanden zwei kleine Hallen, in denen Eisenbahn- und Straßenbahnfahrzeuge abgestellt werden. Auf der Strecke verkehren die Straßenbahnlinien 2 (nur im Berufs- und Schülerverkehr) und 5. Analog zur Bahnstrecke Kassel–Waldkappel wird somit die Bahnstrecke Kassel–Naumburg von Straßenbahnfahrzeugen im Tram-Train-Modus bedient, ist aber nicht in das System der nach dem gleichen Konzept betriebenen RegioTram Kassel integriert.

### Zukunft
Im Dezember 2012 wurde bekannt, dass die Stadt Baunatal prüft, ob eine RegioTram-Verbindung zwischen dem Bahnhof Kassel-Wilhelmshöhe, dem Baunataler ZOB und dem Schauenburger Ortsteil Elgershausen lohnend wäre, da durch den Wegfall der Buslinie 58 die Verbindung nach Baunatal und damit zu vielen Ärztehäusern schlechter geworden sei.
Eine Untersuchung von Hessen Mobil aus dem Jahr 2017 räumte einer Reaktivierung gute Chancen ein. Mit Stand vom Juli 2018 läuft eine Machbarkeitsstudie zur Reaktivierung der Strecke („Kassel – Baunatal – Schauenburg – Naumburg“). Im Januar 2019 gab der Nordhessische Verkehrsverbund bekannt, dass er keine Reaktivierung zwischen Baunatal-Großenritte und Naumburg anstrebt. Als Gründe wurden die Investitionskosten sowie die Randlage der Bahnhöfe genannt.
Als Ergebnis der Machbarkeitsstudie sei eine Verbindung zwischen Kassel-Wilhelmshöhe und Baunatal-Großenritte mit Regiotram-Fahrzeugen und Dieseltriebwagen mit einer Fahrzeit von etwa 13 Minuten grundsätzlich denkbar. Weitere Varianten (wie etwa eine Anbindung bis Schauenburg-Hoof) sowie zahlreiche Details würden noch untersucht. Im August 2022 wurde bekannt, dass es neue Reaktivierungspläne gibt, die Straßenbahnlinie 5 von Kassel nach Baunatal-Großenritte bis zum Bahnhof Elgershausen zu verlängern, dies wurde im Lokreport bekannt gegeben. Im April 2024 gab es eine Testfahrt mit LINT 41 Triebwagen von der HLB zwischen Grossenritte und Wilhelmshöhe mit 300 freiwilligen Bewerbern, die Fahrt dauerte rund 15 Minuten, im Herbst soll es darüber eine Studie geben, wie die Zukunft der Strecke aussehen kann.
Die Machbarkeitsstudie zur geplanten Regionalzugverbindung „Bauna-Sprinter“ zwischen dem Bahnhof Kassel-Wilhelmshöhe und dem Bahnhof Baunatal-Großenritte ist gescheitert. Wie der Nordhessische Verkehrsverbund (NVV) mitteilte, wird das Projekt nicht weiterverfolgt. Grund hierfür sind die Ergebnisse der Untersuchung, die zeigten, dass eine Umsetzung wirtschaftlich und betrieblich nicht sinnvoll wäre. Stattdessen prüfen der NVV und seine Partner nun die Möglichkeit, das bestehende Tram-Angebot in diesem Korridor auszuweiten, um die Verkehrsverbindung dennoch zu verbessern.